# Felix Salten
Felix Salten (till 1911 Siegmund Salzmann), född 6 september 1869 i Pest, död 8 oktober 1945 i Zürich, var en österrikisk-ungersk författare och journalist, som blivit känd framför allt genom sin bok Bambi. En levnadshistoria från skogen (1923). Han har även utpekats som författare till Josefine Mutzenbacher – en wienerhoras historia, berättad av henne själv (1906).

## Biografi

### Ungdom
Siegmund Salzmann föddes den 6 september 1869 i Pest. Hans far var en ungersk-judisk ingenjör. Familjen flyttade till Wien fyra veckor senare. Inte mycket är känt om hans liv under tiden före 1890. Familjen bodde till en början i det borgerliga Alsergrund och senare i Währing. Vid 16 års ålder lämnade Siegmund gymnasiet utan examen och tog tjänst hos ett försäkringsbolag. Bakgrunden till familjens ekonomiska svårigheter är inte helt utredda. Salten har själv beskrivit sin far som assimilerad jude och drömmare.
Såvitt känt var det första verk av Salten som trycktes en dikt i litteraturtidskriften An der Schönen Blauen Donau den 15 januari 1889.
År 1890 lärde Salten känna företrädare för litteraturkretsen "Jung-Wien" på Café Griensteidl. Han blev vän med Arthur Schnitzler, Hugo von Hofmannsthal, Richard Beer-Hofmann, Hermann Bahr och Karl Kraus. I motsats till dessa författare hade han inte en högborgerlig bakgrund och var tvungen att försörja sig på sitt skrivande. Saltens tidiga noveller från denna tid skildrar erfarenheter från storstaden. Bland författarna i Jung-Wien-kretsen tillhörde han närmast impressionisterna. De första motsättningarna med vännerna visade sig redan 1893, då Hofmannsthal och Schnitzler kritiserade Salten för hans brist på precision. Han åkte dock på långa cykelutflykter med Schnitzler, och deras kärleksliv gestaltade sig på ett liknande sätt. Salten flirtade till exempel med Adele Sandrock för att ge Schnitzler möjlighet att avsluta sitt förhållande med henne.
Salten hade vid den här tiden ett förhållande med Lotte Glas, som var förebild för figuren Therese Golowski i Schnitzlers Vägen ut till livet. Salten lärde känna Glas genom Karl Kraus 1894. Följande år fick Glas en dotter, som – på ett sätt som då var vanligt – överlämnades till en kvinna i Niederösterreich. Vid denna tidpunkt kom Salten ihop sig med Kraus, som sedan började angripa Salten och dennes vänner litterärt. Kort därefter dog barnet, och Salten avslutade sitt förhållande med Glas. Den 14 december 1896 ägde ett offentligt uppträde rum, där Salten gav Kraus en örfil sedan denne hade gjort Saltens förbindelse med Ottilie Metzel allmänt känd.

### Journalist och dramatiker
Hösten 1894 hade Salten blivit redaktör hos Wiener Allgemeine Zeitung. I sin verksamhet som teaterkritiker vid tidningen understödde han sina vänner, framför allt Schnitzler. År 1898 lärde Salten känna ärkehertig Leopold Ferdinand och fick på detta sätt inblick i habsburgarnas bisarra familje- och hovliv.
År 1902 gick Salten över till tidningen Die Zeit. Hans rapportering om hovskandaler gjorde honom nu känd över hela Wien. Han skrev bland annat om hur ärkehertig Leopold trädde ut ur kejsarhuset på grund av en prostituerad och om förbindelsen mellan Leopolds syster, Luise av Österrike-Toscana, och André Giron. Han hjälpte också till när Luise flydde till Paris. Dessa alster, liksom romanen Josefine Mutzenbacher, ett verk som har tillskrivits Salten, betraktas i dag som "försvarstal för det naturliga i lust och åtrå". Under åren 1903–1905 publicerade Salten porträtt av Europas monarker i Die Zeit under pseudonymen "Sascha". Den tyske kejsaren Vilhelm II skildrade han på följande sätt: "Det finns en sak som historien absolut kommer att tillerkänna honom, och det kommer inte heller eftervärldens småsinta kritiker att kunna ändra på: nämligen att mustaschen har fått ett sagolikt uppsving under hans regeringstid." Salten var dock skeptisk till den moderna massdemokratin, huvudsakligen på grund av den kristligsociala rörelsen under ledning av Karl Lueger och dess politiska antisemitism.
Artiklarna i Die Zeit gjorde att Salten räknades till sin tids främsta journalister. År 1902 gifte han sig med skådespelerskan Ottilie Metzel. Arthur Schnitzler och Siegfried Trebitsch var bröllopsvittnen. År 1903 kom sonen Paul till världen och följande år dottern Anna Katharina. Temat äktenskap intog nu en viktig plats i Saltens noveller och teaterstycken, till exempel i Künstlerfrauen.
Redan 1901 hade Salten grundat Jung-Wiener Theater Zum lieben Augustin, inspirerad av Ernst von Wolzogens kabaré Überbrettl. Salten ville frambringa “moderna stämningsbilder” genom att kombinera musik, lyrik, dans och inre arkitektur. Den första föreställningen, som ägde rum på Theater an der Wien den 16 november 1901, var emellertid ingen framgång. Frank Wedekind gjorde där fiasko vid sitt första framträdande i Wien. Den sista föreställningen ägde rum den 23 november. Uppsättningen slutade med en förlust på 6 000 österrikiska kronor. Först 1906 gjordes ett nytt försök att sätta upp en kabaré i Wien (Nachtlicht).
Trots höga skulder (60 000 österrikiska kronor när han ingick äktenskap) hade Salten en dyrbar livsstil. Sålunda reste han 1904 till Egypten och åkte regelbundet på semesterresor till Östersjön och Venedig. År 1909 hyrde han en villa i Wiens förnäma Cottageviertel.
År 1906 började Salten på Ullstein som chefredaktör för B.Z. am Mittag och Berliner Morgenpost. Hans djärvaste insats i den rollen var improviserade reportage från jordbävningen i San Francisco, vilka var ytterst verklighetsnära trots att de författades i Berlin. Efter några månader återvände emellertid Salten till Wien, eftersom han inte tyckte om det politiska och sociala klimatet i Berlin. Han arbetade därefter åter för Die Zeit.
I hopp om finansiell framgång skrev han 1909 librettot till operetten Reiche Mädchen till musik av Johann Strauss d.y. Framgångarna uteblev emellertid både denna gång och för två efterföljande libretton. År 1913 började Salten även skriva filmmanuskript. Hans första film, Der Shylock von Krakau, hade premiär i Berlin den 16 oktober 1913. Fram till 1918 var Salten mycket verksam inom filmindustrin och delaktig i åtminstone elva filmer.
År 1899 skrev Salten teaterstycket Der Gemeine, som på grund av sitt antimilitaristiska innehåll kunde uppföras i Österrike först 1919. År 1935 använde Werner Hochbaum verket som förlaga för sin Vorstadtvarieté, en av den tidens mest samtidskritiska  filmer.
Salten beundrade Theodor Herzl. Under 1899 och 1900 skrev han några artiklar för Herzls tidskrift Die Welt. Saltens allt starkare intresse ledde 1909 till att han reste till Galizien och Bukovina.
Under årtiondet före 1914 var Salten “efterfrågad, berömd, otroligt produktiv". År 1912 gick han över till tidningen Fremdenblatt. Vid sidan av detta arbetade han också för Pester Lloyd (från 1910), Berliner Tageblatt och Neue Freie Presse (från 1913).
Salten var entusiastisk när första världskriget bröt ut. Det var han som myntade Neue Freie Presses paroll Es muß sein! (“Det är nödvändigt!”). Under kriget var Salten utgivare för utrikesdepartementets tidning Fremdenblatt, som hade till uppgift att utöva en positiv inverkan på det neutrala utlandet. I Neue Freie Presse och Berliner Tageblatt publicerade Salten patriotiska stämningsbilder och polemik mot västeuropeisk kultur och litteratur. Snart nyktrade han dock till. År 1917 beskrev han kriget som en katastrof.

### Mellankrigstiden
Efter kriget pendlade Salten mellan att vara konservativ och taktiskt återhållsam och att inta en stridbar hållning där han uttryckte stark sympati för de radikala politiska rörelserna. Han publicerade sålunda 1923 en hyllning till Karl Marx, Victor Adler och Leo Trotskij. Samma år uppmanade han väljarna att rösta på socialdemokraterna. Samtidigt flirtade han med den katolska konservativa mitten. Han tvekade mellan att dra sig tillbaka till salongskulturen och att engagera sig offentligt.
Sedan Fremdenblatt hade lagts ned 1919 övertog Salten Neue Freie Presses söndagsfeuilleton. Med början på 1920-talet publicerade han vidare ett antal populära romaner. Med hjälp av Zsolnay-Verlag blev han framgångsrik på detta område. I det sammanhanget gav han också sitt stöd till okända Zsolnay-författare genom exempelvis förord och recensioner. År 1923 publicerade han de båda djurskildringarna Der Hund von Florenz och Bambi, som båda senare – liksom Ekorren Perris ungdom (1938) – filmatiserades av Walt Disney.
År 1927 efterträdde Salten Arthur Schnitzler som ordförande i österrikiska PEN-klubben, ett uppdrag som han behöll till 1933. År 1930 deltog han i en europeisk författar- och journalistdelegation som besökte USA. Resan utgjorde grunden till boken Fünf Minuten Amerika.
Under åren 1930–1933 var Salten delaktig i fem filmer, bland annat Scampolo, ein Kind der Straße (1932) med Billy Wilder och Max Ophüls filmatisering av Schnitzlers Liebelei.
Hans reseskildring från Palestina, Neue Menschen auf alter Erde (1925), brändes demonstrativt under de omfattande bokbålen i Nazityskland 1933.
Från 1933 dominerades Saltens skapande alltmer av djurskildringarna och hågkomsterna av hans verksamhet som skriftställare och journalist. Efter februariupproret 1934 ställde han sig bakom den auktoritära regeringen. För detta kritiserades han från utlandet, i synnerhet av Joseph Roth i Paris.
År 1935 förbjöds Saltens böcker i Tyskland. På grund av detta, och då han gått i borgen för ett lån hans son hade tagit, fick han en ansträngd ekonomi.

### Exil och död
Salten utsattes inte för personliga repressalier efter Nazitysklands annektering av Österrike 1938. Anledningen kan ha varit hans internationella anseende och inte minst det beskydd han fick genom den amerikanske generalkonsuln Leland Morris. Saltens dotter Anna Rehmann, som bodde i Schweiz med sin make Veit Wyler, ordnade i februari 1939 uppehållstillstånd för sina föräldrar. Ett villkor var dock att Salten avstod från att arbeta som journalist. Saltens sista levnadsår präglades av ekonomiska svårigheter. Han var beroende av royaltyer från USA. I synnerhet rättigheterna till Bambi, som han hade sålt för 1 000 dollar, gav upphov till stridigheter.
Felix Salten dog i Zürich den 8 oktober 1945. Han ligger begravd på den judiska begravningsplatsen Unterer Friesenberg i samma stad. År 1961 uppkallades en gata i stadsdelen Donaustadt i Wien efter honom.